# Megalobuliminae
Megalobuliminae es una subfamilia gastrópodos pulmonados terrestres de familia Strophocheilidae.

## Géneros
Incluye un solo género: Megalobulimus